# Gransjö skans
Gransjö skans var en skans i nuvarande Sollefteå kommun i Ångermanland, nära Jämtlandsgränsen, vid vägen från Ragunda. Den var färdigbyggd och hade besättning i mars 1644 samt iståndsattes 1657, men fick sedan förfalla.